# Keltybridge

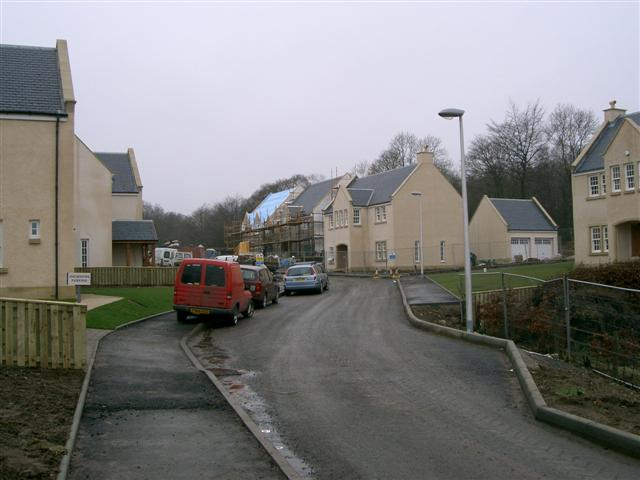
Hauptstraße von Keltybridge

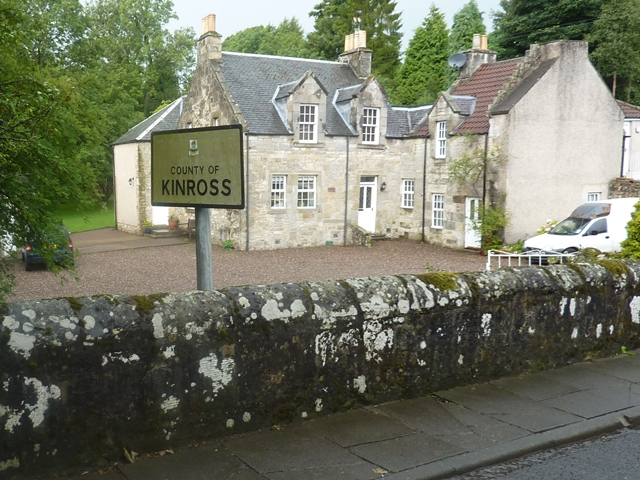
Haus im Süden, Grenze von Kinross

Keltybridge ist eine Ortschaft, die im Norden von Schottland zwischen Perth im Norden und Edinburgh im Südosten in der Region Perth and Kinross liegt. Im Rahmen der historischen Gliederung Schottlands in Civil Parishes zählt es zu Cleish, das zu Kinross-shire gehörte.

## Geographie
Keltybridge liegt unmittelbar nördlich von Kelty. Zwischen beiden verläuft der Bach Kelty Burn, der zugleich die Grenze zur Region Fife bildet. Nahe gelegene Ortschaften sind Maryburgh im Norden sowie Blairadam im Westen.

## Historisches
Einige Baulichkeiten im Ort wurden als Listed Building in unterschiedlichen Kategorien ausgewiesen und damit unter Denkmalschutz gestellt. Es sind
- die über den Kelty Burn führende Brücke Kelty Bridge[1]
- die Häuserzeile 7–13 Keltybridge[2]
- die Häuserzeile 17–27 Keltybridge[3]
- das Einzelhaus Middleton House[4]